# Ada (musicienne)
Pour les articles homonymes, voir ADA.
Ada, de son vrai nom Michaela Dippel (née à Cologne), est une musicienne de microhouse et de pop allemande.

## Biographie
En 2002, Ada fait une première apparition en tant que chanteuse dans le morceau Livedriver du producteur allemand Metope, qui est également le patron du label Areal Records. Quelques mois plus tard, elle sort son premier single, Blindhouse / Luckycharm. D'autres singles et contributions à des samplers suivent, jusqu'à la sortie du premier album Blondie d'Areal Records en 2004. D'autres singles et contributions suivent. En 2011, l'album Meine zart Pfoten est publié par Pampa Records.
Ada combine une électronique minimale avec des parties vocales féminines éparpillées. Le magazine musical Intro parle d'une « symbiose parfaite, émotionnellement entraînante » (Arno Raffeiner dans Intro 122). De:Bug qualifie le premier single Blindhouse / Lucky Charm de « l'un de ces disques que l'on pourrait déclarer chaque jour comme son disque préféré ». En 2004, Ada remporte le titre de « meilleure artiste féminine » dans le même magazine.

## Discographie

### Albums studio
- 2004 : Blondie (Areal Records)
- 2011 : Meine zarten Pfoten (Pampa Records)

### Singles et EP
- 2002 : Blindhouse / Luckycharm (Areal Records)
- 2003 : Believer / Arriba Amoeba (Areal Records)
- 2004 : Lovelace / ...And More (Areal Records)
- 2005 : I Love Asphalt (Areal Records)
- 2005 : Blondix 1 (Areal Records)
- 2005 : Blondix 2 (Areal Records)
- 2006 : Call the Tune (Areal Records)
- 2007 : Fizzmann (Areal Records)
- 2008 : Forty Winks / Kink A Jou (International Records Recordings)
- 2009 : Adaptations (Kompakt)
- 2009 : Lovestoned Remixe (Kompakt)
- 2011 : Me and the Three (Areal Records)